# Kormisosz
Kormisosz (bułg. Кормисош) – chan Bułgarii w latach 740–756 z rodu Wokil.
Posiadamy niewiele informacji na temat jego panowania. Imiennik chanów protobułgarskich, średniowieczny dokument, zestawiający listę władców bułgarskich podaje, że Kormisosz pochodził z arystokratycznego rodu Wokil i władał przez 17 lat. Historycy w zależności od przyjętej metody obliczeń określają czas jego panowania na lata: T. Wasilewski i D. Lang:  740–756, G. Ostrogoski i W. Złatarski: 739–756, I. Wenedikow: 738–755, M. Moskow: 737–754; najbardziej oryginalną datację proponują historycy J. Andrejew, I. Łazarow i P. Pawłow, którzy skracają okres jego panowania do 3 lat pomiędzy 753 a 756 rokiem.
Wraz z początkiem panowania Kormisosza zmienił się ród władający Bułgarią. Istnieją dwie hipotezy na ten temat: pierwsza zakłada, iż Kormisosz mógł dojść do władzy drogą zamachu stanu, co w świetle dziejów Bułgarii z VIII w. nie byłoby niczym niezwykłym. Alternatywnym rozwiązaniem jest założenie, że ród poprzedni wygasł w sposób naturalny wraz ze śmiercią Sewara, zaś Kormisosz objął władzę bez przemocy.  Ze względu na szczupłość źródeł historycznych z połowy VIII w. obydwie hipotezy są trudne do zweryfikowania. 
Milczenie źródeł bizantyjskich na temat Bułgarii przez większą część panowania Kormisosza jest interpretowana jako dowód na pokojowe współistnienie obydwu państw. Jak wynika z dalszego przebiegu zdarzeń Bizantyjczycy nadal płacili Bułgarom trybut uzgodniony za panowania chana Terweła. Sytuacja uległa zmianie, gdy w połowie VIII wieku Bizantyjczycy zażegnali niebezpieczeństwo arabskie. Już wcześniej cesarz Konstantyn V Kopronim wzniósł na granicy bułgarskiej linię twierdz i obsadził je Syryjczykami i Ormianami z okolic Teodozjopola i Meliteny - wyznawcami herezji paulicjańskiej. W 755 r. (według innych źródeł w 756 r.) Kormisosz zażądał daniny za założone przez cesarza warownie na granicach, lecz odpowiedź Konstantyna była odmowna. W rezultacie Bułgarzy jeszcze w tym samym roku najechali Trację docierając aż po zewnętrzne mury Konstantynopola, gdzie zostali rozbici i zmuszeni do odwrotu. Przypuszcza się, iż klęska wyprawy stała się także powodem upadku Kormisosza. Okoliczność, iż następca chana pochodził z innego rodu, prowadzi do wniosku, iż Kormisosz najprawdopodobniej został obalony siłą.